# Srna Marković
Srna Marković (ur. 6 czerwca 1996 w Wiedniu) – austriacka siatkarka pochodzenia serbskiego, reprezentantka kraju, grająca na pozycji przyjmującej. 
W 2011 roku zadebiutowała w reprezentacji Austrii. Swoją karierę juniorską i równocześnie seniorską rozpoczęła w zespole SVS Post Schwechat. W 2014 roku przeniosła się do niemieckiej Bundesligi do klubu Ladies in Black Aachen. W latach 2015–2017 reprezentowała barwy niemieckiej drużyny Rote Raben Vilsbiburg. Przed sezonem 2017/2018 została zawodniczką włoskiego Battistelli S.G. Marignano grającego w Serie A2. Już w następnym sezonie 2018/2019 była siatkarką beniaminka włoskiej Serie A – Bosca San Bernardo Cuneo, gdzie również grała w kolejnym sezonie. Sezon 2020/2021 spędziła pod sterami trenera Massimo Barboliniego w Savino Del Bene Scandicci. W letnim okresie transferowym w 2021 roku postanowiła zagrać w Polsce w E.Leclerc Moya Radomka Radom, gdzie występowała do 4 grudnia 2021. Na pocżątku grudnia 2021 roku została zawodniczką niemieckiego klubu SC Potsdam, lecz na początku stycznia 2022 roku przez problemy zdrowotne jej kontrakt z klubem z Poczdamu został rozwiązany.

## Przebieg kariery
| 2012–2014 |                             | SVS Post Schwechat           |
| 2014–2015 |                             | Ladies in Black Aachen       |
| 2015–2017 |                             | Rote Raben Vilsbiburg        |
| 2017–2018 |                             | Battistelli S.G. Marignano   |
| 2018–2020 |                             | Bosca San Bernardo Cuneo     |
| 2020–2021 |                             | Savino Del Bene Scandicci    |
| 2021      | do 04.12.2021               | E.Leclerc Moya Radomka Radom |
| 2021–2022 | od 07.12.2021 do 07.01.2022 | SC Potsdam                   |

## Sukcesy klubowe
MEVZA:
- 2013

Puchar Austrii:
- 2013, 2014

Mistrzostwo Austrii:
- 2013, 2014

## Nagrody indywidualne
Liga Europejska – Srebrna:
- 2018